# Montanha (tiểu vùng)
Montanha là một tiểu vùng thuộc bang Espírito Santo, Brasil. Tiều vùng này có diện tích 2968 km², dân số năm 2007 là 50766 người.